# 東赫米特 (加利福尼亞州)
東赫米特（英語：East Hemet）是位於美國加利福尼亞州河濱縣的一個人口普查指定地區。

## 地理
東赫米特的座標為33°44′10″N 116°56′35″W / 33.73611°N 116.94306°W，而該地最高點為海拔高度515米（即1690英尺）。

## 人口
根據2010年美國人口普查的數據，東赫米特的面積為13.502平方千米，均為陸地。當地共有人口17418人，而人口密度為每平方千米1,290人。